# Stefan Link
Stefan Link (* 11. April 1961 in Lemgo) ist ein deutscher Althistoriker und seit 2004 außerplanmäßiger Professor an der Universität Paderborn. 
Nach einem Studium an den Universitäten Heidelberg und Hamburg wurde er 1988 bei Joachim Molthagen in Hamburg zur Privilegierung römischer Veteranen promoviert und habilitierte sich 1991 in Paderborn zu Landverteilung und sozialem Frieden im archaischen Griechenland. Er wurde unbefristeter Mitarbeiter der Universität und nach der Pensionierung von Dieter Flach 2004 zum außerplanmäßigen Professor ernannt.
Seine Forschungsschwerpunkte sind griechische Rechtsgeschichte, die Agrargeschichte der archaischen Zeit, die Geschichte Spartas, die Geschichte des griechischen Kreta, griechische Sexualgeschichte und gender history sowie griechische Geschichtsschreibung. Außerdem arbeitet er zum römischen Alltagsleben während der Kaiserzeit sowie zum Christentum in der römischen Gesellschaft.
Link ist Autor mehrerer Monographien und Aufsätze zu diesen Themenbereichen, u. a. Das griechische Kreta (1994), Der Kosmos Sparta (1994) sowie Das frühe Sparta (2000). Außerdem hat er seit der 11. Auflage die Bearbeitung des Wörterbuchs der Antike (2002) übernommen.